# CONCACAF W Gold Cup
Der CONCACAF W Gold Cup ist ein internationaler Fußball-Wettbewerbs für Frauen-Nationalmannschaften der CONCACAF. Das Turnier wird alle vier Jahre ausgetragen. Die erste Austragung fand von Februar bis März 2024 in den Vereinigten Staaten statt. An der Endrunde nehmen zwölf Mannschaften teil, darunter auch Gäste aus anderen Kontinentalverbänden.

## Geschichte
Erstmals vorgestellt wurde die Idee für einen neues Frauenturnier am 10. Dezember 2020. Der damals noch als Women’s CONCACAF Nations League bezeichnete Wettbewerb sollte ähnlich wie die Männerliga den Frauen-Nationalmannschaften der CONCACAF die Möglichkeit zu regelmäßigen internationalen Spielen geben. Am 19. August 2021 wurde mit der Umbenennung des zuvor Women’s Gold Cup genannten Wettbewerbs in W Championship, der nordamerikanischen Meisterschaft im Frauenfußball, auch der neue Wettbewerb nun in W Gold Cup umbenannt.
Im Zuge der Gründung der Männer-Nations-League 2018 wurde von der CONCACAF auch eine neue Rangliste für Frauen-Nationalmannschaften mit dem Namen CONCACAF Women’s Ranking Index eingeführt. Für die Qualifikation werden die Termine genutzt, die bisher für Freundschaftsspiele vorgesehen sind. Die Endrunde der Erstaustragung 2024 sollte im Juni stattfinden, wurde dann aber auf Februar/März vorgeschoben. Als Gäste für das erste Turnier wurden die vier besten Mannschaften der Copa América der Frauen 2022 eingeladen.

## Modus
Der Wettbewerb besteht aus einer vorgeschalteten Qualifikation und einer Endrunde. Für die Qualifikation werden die Teilnehmer genauso wie die bei der Nations League für Männer in drei Ligen (A, B und C) eingeteilt. Jede Liga wird in drei oder vier Gruppen mit jeweils drei oder vier Nationalmannschaften unterteilt. Liga A setzt sich aus drei Dreiergruppen, Liga B aus drei Vierergruppen und Liga C aus einer Vierergruppe und drei Dreiergruppen zusammen. Innerhalb der drei Ligen treten die Mannschaften in Hin- und Rückspiel gegeneinander an, so dass jeweils vier oder sechs Partien zu bestreiten sind. Die Gruppensieger der obersten Liga qualifizieren sich direkt für die Endrunde. Die Gruppenzweiten bestreiten gegen die Gruppensieger der mittleren Liga noch ein Play-off-Spiel um die restlichen drei Plätze bei der Endrunde. Für die Teams aus Liga C besteht keine Chance sich für die Endrunde zu qualifizieren. Ob es für die nächste Austragung festgelegte Auf- und Abstiege geben wird, ist bisher noch nicht bekannt.
Für die Endrunde sind die beiden Olympiateilnehmer und vier Gastmannschaften aus anderen Kontinentalverbänden automatisch qualifiziert. Zusammen mit den sechs Siegern der Qualifikation bilden sie drei Vierergruppen, von denen sich jeweils die Gruppenersten und -zweiten sowie die beiden besten Gruppendritten für das Viertelfinale qualifizieren. In der Gruppenphase spielt jede Mannschaft gegen jede andere Mannschaft ihrer Gruppe nach dem Meisterschaftsmodus. Ab dem Viertelfinale wird im K.-o.-System gespielt, bei dem eine Verlängerung und ein Elfmeterschießen möglich sind. Ein Spiel um Platz 3 gibt es nicht.

## Die Turniere im Überblick
| 2024 Details | Vereinigte Staaten | Vereinigte Staaten | 1:0 | Brasilien | \| Kanada \| Mexiko \| |
| Kanada       | Mexiko             |                    |     |           |                        |

## Varia
| Turnier | Orte | Stadien | Meldungen | Teams | Spiele | Tore | ⌀    | Zuschauer | Zuschauer ⌀ | Gelbe Karten | ⌀    | Gelb-Rote Karten | ⌀    | Platzverweise/Rote Karten | ⌀    |
| ------- | ---- | ------- | --------- | ----- | ------ | ---- | ---- | --------- | ----------- | ------------ | ---- | ---------------- | ---- | ------------------------- | ---- |
| 2024    | 4    | 4       | 42        | 12    | 25     | 84   | 3,36 | 123.018   | 4.921       | 73           | 2,92 | 1                | 0,04 | 1                         | 0,04 |